# Plinio Fraccaro
Plinio Fraccaro (* 8. Januar 1883 in Bassano del Grappa; † 1. November 1959 in Pavia) war ein italienischer Althistoriker.
Sein Vater Antonio, ein Zimmermann, emigrierte 1897 in die Vereinigten Staaten und ließ die Familie ohne weitere Unterstützung zurück. Daher wuchs Fraccaro in bescheidenen wirtschaftlichen Verhältnissen auf. Diese Erfahrung veranlasste ihn später zu sozialem Engagement an der Universität. Seine Ausbildung erfolgte weitgehend autodidaktisch, als Externer legte er 1901 mit guten Ergebnissen die Reifeprüfung ab. Er studierte an der Universität Padua bei dem klassischen Philologen Antonio Cima und promovierte 1905 über Varro. Für den Archäologen Gherardo Ghirardini (1854–1920) erstellte er die dispense, die von den Studenten für die Prüfungsvorbereitung benutzt wurden. Zunächst unterrichtete er als Aushilfslehrer, seit 1908 auf einer Planstelle, an Schulen in Padua, Mantua und Rom, wo er Karl Julius Beloch und Eduard Schwartz kennenlernte und Freundschaft mit Giorgio Pasquali und Jérôme Carcopino schloss. In dieser Zeit setzte er sich besonders mit dem älteren Cato auseinander. Bei dem concorso für den Lehrstuhl für Alte Geschichte an der Universität Pavia 1915 war er der einzige Kandidat, auf den die Kommission, zu der auch Gaetano De Sanctis gehörte, sich einigen konnte. Zwei Plätze der Dreierliste blieben unbesetzt; trotz Bedenken musste das Unterrichtsministerium das Ergebnis akzeptieren. Von 1915 bis zur Emeritierung 1958 war Fraccaro dann Professor (zuerst außerordentlicher, ab 1919 ordentlicher) für Alte Geschichte in Pavia; daneben unterrichtete er auch Neuere Geschichte, Topographie des antiken Italien und Geschichte des römischen Rechts. Zu seinen Schülern gehörte Emilio Gabba.
Seine Forschungen gingen von den Rednern des 2. Jahrhunderts v. Chr. aus und ermöglichten ihm die Darstellung der sozialen und politischen Verhältnisse zwischen dem Sieg über Hannibal und den Gracchen. Daneben widmete er sich der Geschichte des römischen Heeres und der Figur des Bauern als Soldaten, zumal er in seiner Jugend an eine militärische Laufbahn gedacht hatte, aber wegen einer Sehschwäche abgelehnt wurde. Für venezianische Tageszeitungen verfasste er Artikel über die großen Manöver, die das italienische Heer in der Region abhielt. Dabei erwarb er sich eingehende Kenntnisse des Geländes, vor allem rund um Bassano. Überzeugt vom engen Zusammenhang zwischen Natur und menschlicher Geschichte widmete er sich eingehend topographischen Studien, die ihn auch einen Führer zu den Alpen um Bassano verfassen ließen. Auf dem Gebiet des öffentlichen Rechts vermochte er einige Ansichten von Theodor Mommsen korrigieren.
Von der Alliierten Militärregierung wurde er, da er als Unterzeichner des Manifests von Benedetto Croce politisch unbelastet war, als kommissarischer Rektor der Universität Pavia eingesetzt und am 1. November 1945 in freier Wahl bestätigt. Das Amt des Rektors übte er bis zu seinem Tod aus. In weiten Teilen geht die heutige Baukonzeption der Universität auf ihn zurück, vor allem auch bei den collegi (Studentenheimen), darunter der ersten derartigen Einrichtung für weibliche Studierende unter Leitung von Enrica Malcovati. Die Förderung bedürftiger Studenten und ihres Rechtes auf das Studium war ein wichtiges Anliegen seiner Amtsführung.